# 桜咲く街物語
『桜咲く街物語』（さくらさくまちものがたり）は、いきものがかりのメジャー1作目のオリジナルアルバム。2007年3月7日にCDで発売。発売元はエピックレコードジャパン。

## 概要
- デビューシングル「SAKURA」から5thシングル「うるわしきひと/青春のとびら」までのシングルA面曲6曲に一部カップリング曲、ボーナストラック「SAKURA -acoustic version-」を含めた全14曲を収録。初回仕様限定盤はスペシャルブックレット入りのBOX仕様となっている。
- 収録シングル6曲のうち「HANABI」「流星ミラクル」「青春のとびら」の3曲がベストアルバム未収録であり、いきものがかりのオリジナルアルバムの中で最も多い。
- オリコンチャートでの最高順位は4位ながらも148週チャートインするロングヒットとなり、わずかであるものの累計売上は次作『ライフアルバム』の売上を上回っている。

## 収録曲
- CDは初回仕様限定盤・通常盤共通収録。既発曲（シングル収録曲）の解説は各収録作品を参照のこと。

1. SAKURA （5:54）
  - 作詞・作曲：水野良樹 / 編曲：島田昌典

1stシングル。
2. KIRA★KIRA★TRAIN （5:28）
  - 作詞・作曲：水野良樹 / 編曲：島田昌典

テレビ東京「Friend-Ship Project」テーマソング。
1番では彼から彼女、2番では彼女から彼への想いが歌詞となっている。
また多くのライブツアーで演奏されている定番曲で、アルバム曲で最もライブでの演奏回数が多い。
後にベストアルバム『いきものばかり〜メンバーズBESTセレクション〜』にも収録された。
3. HANABI （4:27）
  - 作詞・作曲：水野良樹 / 編曲：江口亮

2ndシングル。
4. 君と歩いた季節 （4:04）
  - 作詞・作曲：水野良樹 / 編曲：湯浅篤

水野が高校時代に組んでいたバンド「Groovy★Jack」の楽曲がモチーフとなっている。
5. コイスルオトメ （5:16）
  - 作詞・作曲：水野良樹 / 編曲：田中ユウスケ

3rdシングル。
6. 流星ミラクル （4:08）
  - 作詞・作曲：水野良樹 / 編曲：WESTFIELD

4thシングル。
7. 青春のとびら （2:58）
  - 作詞・作曲：水野良樹 / 編曲：WESTFIELD

5thシングル「うるわしきひと/青春のとびら」の2曲目。
8. ひなげし （3:02）
  - 作詞・作曲：山下穂尊 / 編曲：湯浅篤
9. ホットミルク （4:59）
  - 作詞：山下穂尊、水野良樹 / 作曲：山下穂尊 / 編曲：亀田誠治

1stシングル「SAKURA」のカップリング曲。
10. いろはにほへと （2:30）
  - 作詞・作曲：山下穂尊 / 編曲：江口亮

いきものがかりではインスト曲を除き最も演奏時間が短い曲で、子供向けを意識したという。
11. うるわしきひと （4:30）
  - 作詞・作曲：水野良樹 / 編曲：江口亮

5thシングル「うるわしきひと/青春のとびら」の1曲目。
12. 夏・コイ （5:58）
  - 作詞・作曲：山下穂尊 / 編曲：田中ユウスケ

インディーズミニアルバム『誠に僭越ながらファーストアルバムを拵えました…』収録曲をリアレンジした曲。
水野と山下もボーカルをとっている曲である[注釈 1]。
ベストアルバム『いきものばかり〜メンバーズBESTセレクション〜』にはリアレンジした「夏・コイ -2010 version-」（編曲：本間昭光）として収録された。
13. タユムコトナキナガレノナカデ （6:22）
  - 作詞・作曲：山下穂尊 / 編曲：島田昌典

水野は山下が制作した曲で最も好きな曲であるという。
後にベストアルバム『いきものばかり〜メンバーズBESTセレクション〜』にも収録された。
14. SAKURA -acoustic version- （4:26）
  - 作詞・作曲：水野良樹 / 編曲：島田昌典

ボーナストラックで、1stシングル「SAKURA」のアコースティックバージョン。
当初は5thシングル「うるわしきひと/青春のとびら」のカップリング曲として収録される予定であった。

## 演奏
- 吉岡聖恵：Vocal
- 水野良樹：Guitar&Vocal
- 山下穂尊：Harmonica,Acoustic Guitar&Vocal
- 島田昌典： 
  - Piano (#1.2.13.14)
  - Organ (#2.13.14)
  - Tambourine (#2.13)
- 狩野良昭：Guitar (#1.2.13)
- スティング宮本：Bass (#1.2.13)
- 河村智康：
  - Drums(#1.9)
  - Tambourine (#1)
- 弦一徹：
  - Strings (#1.5.12)
  - Strings Arrangement (#5)
- 佐野康夫：Drums (#2.13)
- 和田勉：
  - Electric Guitar (#3.7)
  - Bass (#7)
- 江口亮：
  - Acoustic Guitar (#3.10)
  - Keyboards (#3.11)
  - Guitar,Bass (#6.11)
  - Piano (#6)
  - Programming (#10)
- 野間康介：Piano (#3)
- 角谷翔平：Bass (#3)
- 西部好範：Drums&Tambourine (#3)
- 湯浅篤：
  - Bass (#4.8)
  - Guitar (#8)
  - Programming (#4.7.8)
- 小川哲宏：Guitar (#4)
- 藤井謙二：
  - Electric Guitar (#5)
  - Acoustic Guitar (#14)
- 今堀恒雄：Acoustic Guitar (#5)
- 沖山優司：Bass (#5)
- 椎野恭一：Drums (#5)
- 田中ユウスケ：Programming (#5.12)
- 櫻井雄一 (LUNKHEAD)：Drums (#6.7.12)
- 西川進：Guitar (#9)
- 亀田誠治：Bass (#9)
- 三沢またろう：Percussion (#9)
- ターキー (GO!GO!7188)：Drums (#11)
- 板垣祐介：Guitar & Bass (#12)
- migvel：Wood Bass (#14)
- 梯郁夫：Percussion (#14)